# 958
958 (CMLVIII) fue un año común comenzado en viernes del calendario juliano, en vigor en aquella fecha.

## Acontecimientos
- Ordoño IV de León es proclamado Rey, arrebatándole el trono a Sancho I

## Nacimientos
- Basilio II, emperador bizantino.
- Samuel de Bulgaria
- Vladimir I de Kiev

## Fallecimientos
- Gorm el Viejo, rey de Dinamarca.
- Al-Masudi, historiador árabe.
- Fujiwara no Kiyotada, poeta y noble japonés.